# Celia Villalobos
Celia Villalobos Talero (Arroyo de la Miel, Benalmadena, Malaga, 18 april 1949) är en spansk politiker, ledamot i deputeradekammaren som representant för Malaga sedan 1989, vice talman för Partido Popular och ordförande för Toledopaktskommissionen. Hon examinerades som statstjänsteman och arbetade inom Organización Sindical, mer känt som ”Sindicato Vertical”, Francoregimens fackförening, i Malaga. Hon är gift med Pedro Arriola, rådgivare till Partido Popular. Hon har varit hälsominister, vice talman för deputeradekammaren och borgmästare i Malaga.
År 1995 vann hon valet till borgmästare i Malaga med liten marginal men fick 1999 absolut majoritet. Den 27 april 2000 lämnade Villalobos posten till Francisco de la Torre för att bli hälsominister mellan den 27 april 2000 och den 10 juli 2002. Hennes roll i ministeriet blev dock något kontroversiell, men under dessa år decentraliserades hälsofrågorna till förmån för de autonoma regionerna som inte redan hade övertagit dem.
Hon upprätthöll posten som andresekreterare för deputeradekammaren under VIII:e legislaturen. Under IX:e legislaturen var hon fjärde sekreterare.
Hon bor i Madrid och är ledamot i deputeradekammaren och är en del av kammarens ledning.
Den 12 december 2011 utnämndes hon till vice talman för deputeradekammaren för X:e legislaturen.